# Triana (Sevilla)
Triana és un dels onze districtes en què està dividida a efectes administratius el municipi de Sevilla, capital de la comunitat autònoma d'Andalusia, a Espanya. Està situat a l'oest del municipi. Limita al sud amb el districte de Los Remedios; a l'est, amb els districtes Casco Antiguo i Macarena; al nord, amb el districte Norte i el municipi de Santiponce, i l'oest, amb els municipis de Camas, Tomares i San Juan de Aznalfarache.
Triana pren el seu nom de l'antic barri tradicional homònim, situat al costat del riu Guadalquivir, a l'altra riba del nucli històric i considerat un dels barris més populars de la ciutat, per tenir una identitat molt accentuada. En l'actualitat, segons la divisió oficial del barris de l'Ajuntament de Sevilla, el districte comprèn els barris de Triana Casco Antiguo, León, El Tardón-El Carmen, Triana Este i Triana Oeste.

Triana està situada a la riba dreta del Guadalquivir, i a l'oest del nucli històric de la ciutat antiga, es troba unit actualment al centre de la ciutat pel Pont d'Isabel II (conegut popularment com a pont de Triana) que travessa el riu. En la mateixa riba i confrontant amb Triana es troba el barri de Los Remedios.

## Etimologia

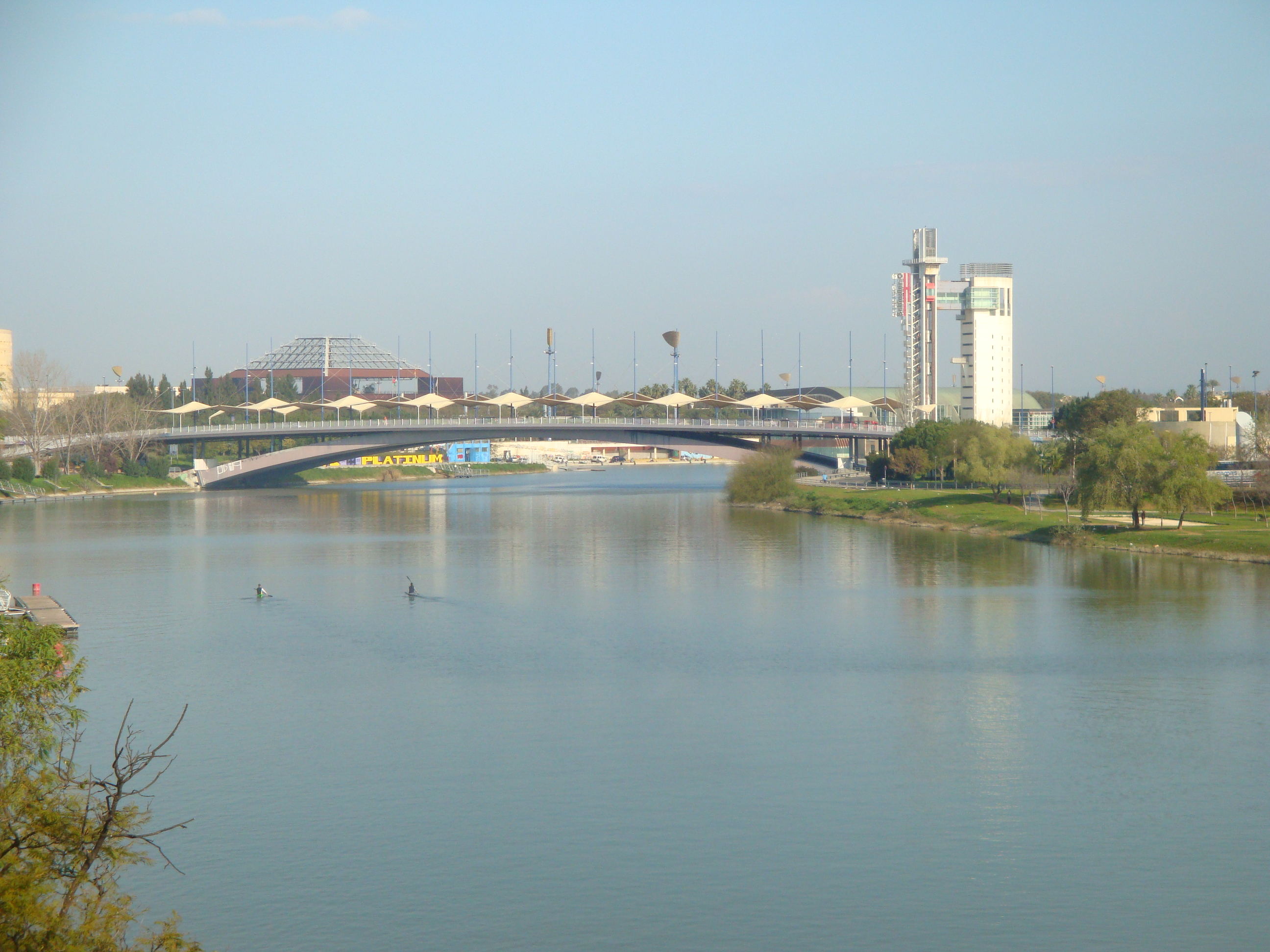
Pont d'El Cachorro vist des del pont de Triana.

Segons la mitologia, la deessa Astarté fugint de la persecució amorosa d'Hèrcules, fundador mitològic de la ciutat de Sevilla, va venir a refugiar-se en la riba occidental del Guadalquivir fundant Triana.
També ha suscitat interès per als investigadors l'origen del seu nom. Tradicionalment, es va vincular al seu passat com colònia romana fundada per Trajà, l'emperador nascut a Itàlica, Trajana-Triana. Segons alguns autors, el nom, provindria d'una fórmula de compromís entre els celtibers i els romans, Tri,tres del romà i Anna, riu, d'origen celtiber, ja que per aquesta zona el riu es dividia en tres. Això és el que sosté Justino Matute Gavira en la seva obra Aparell per a descriure la història de Triana i de la seva església parroquial; "altres dedueixen el seu nom de Trans amnem, expressió amb què els llatins significaven el que està més enllà del riu ... i encara els àrabs per aquesta mateixa circumstància cridaven a Triana Ma wara an-Nahr, que val tant com allèn el riu: la transfluvial, encara que més comunament li deien Atrayana o Athriana..."

## Veïns il·lustres
- Paquita Rico (1929), actriu i cantant.